# Chọi bò

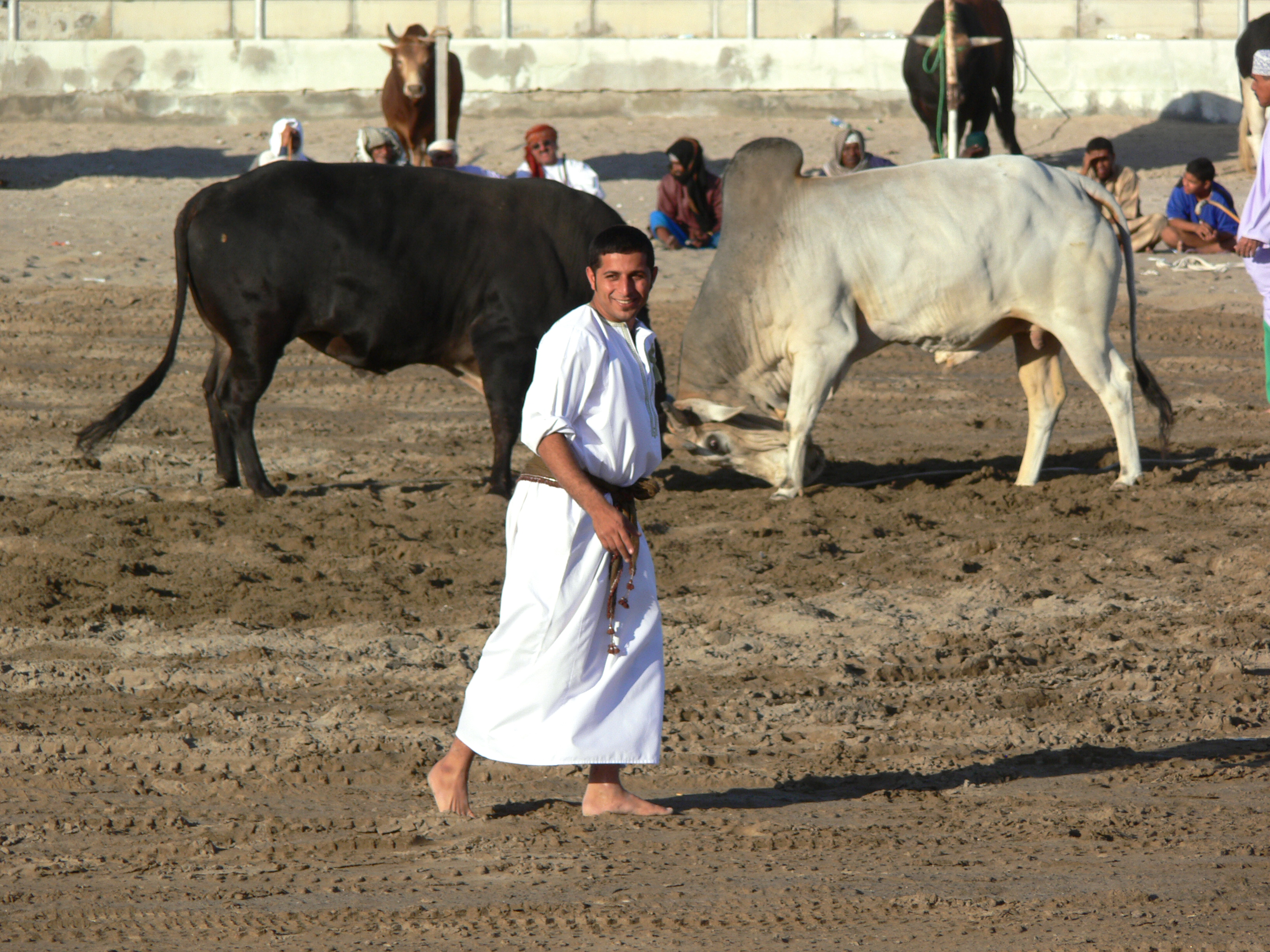
Đấu bò ở Oman

Chọi bò (Bull wrestling/cow fighting/bull fighting) hay còn gọi là đấu trường bò là môn thể thao máu me thuộc nhóm chọi thú khi người ta cho hai con bò chiến đấu với nhau (chọi nhau), thông thường là những con bò đực (bò mộng) nhưng một số nơi là những con bò cái, trong trường hợp những đấu sĩ là con bò cái thì người ta gọi là trò Đấu bò cái. Chọi bò khác với đấu bò, theo đó, đấu bò là môn thể thao chiến đấu giữa người (có thể cưỡi ngựa) đấu với những con bò đấu (thường là giống bò tót Tây Ban Nha).

## Trên thế giới

### Vùng Ả rập

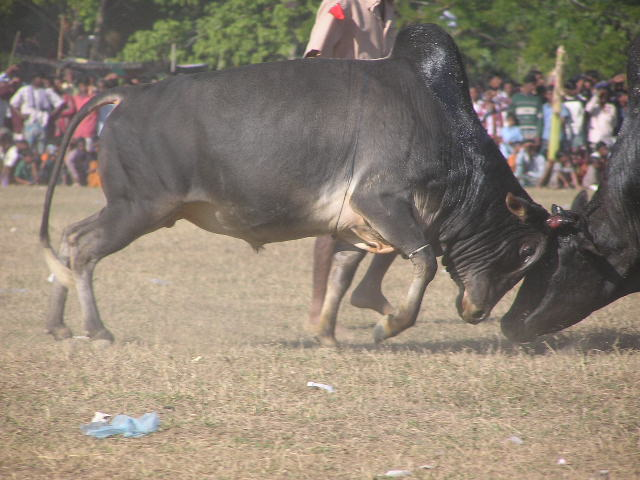
Một trận đấu bò

Bò Brahman còn là nhân vật chính trong Lễ hội Đấu Bò Ở Fujairah một nét Văn Hóa Của Người Ả Rập. Lễ hội đấu bò ở Fujairah từ lâu đã trở thành một truyền thống không thể thiếu trong văn hóa của người Ả Rập. Lễ hội đấu bò tại các tiểu vương quốc Ả Rập, với những đặc trưng và nhiều nét khác biệt. Trước khi cuộc chiến bắt đầu, sẽ có một thông báo lớn từ phía trung tâm đấu trường giúp các “chiến binh bò” biết mình thi đấu ở đâu. Các đấu sĩ là những con bò Brahman lưng có bướu, sừng cong và lớn. Chúng thuộc giống bò u (Zebu), có nguồn gốc từ Ấn Độ. Bề ngoài trông chúng có vẻ đáng sợ song không giống như bò tót thường thấy ở Tây Ban Nha, đây là những con vật cực kỳ điềm tĩnh.
Người xem tập trung quanh những “sới” đấu bò rải cát bụi. Trên “sàn đấu”, những con bò mộng to lớn và nặng trên cả tấn “húc” nhau kịch liệt, chúng đến đây đem theo cả danh dự của chủ nhân mình. Những người chủ nhân đăm chiêu, nhả thuốc đều đặn, dõi theo con bò “cưng” của mình thi đấu. Tất cả chúng dù thắng hay thua đều không bị giết chết ngay song một thất bại cũng đồng nghĩa với sự kết thúc không lâu sau đó. Các giải lễ hội đấu bò có những quy định rất chặt chẽ: các con bò không nằm cùng nhánh đấu sẽ không được phép tấn công nhau. Trong trường hợp hai con bò đánh nhau quá “hăng”, những người bảo vệ sẽ sử dụng dây buộc cổ và sừng để tách chúng ra, tránh đổ máu. Chỉ một cú húc sừng của đấu sĩ bò ở đây cũng đủ kết liễu sinh mạng của người đàn ông trưởng thành.
Tuy nhiên, sự nguy hiểm đó đôi khi lại tạo cho khán giả ưa mạo hiểm một niềm thích thú, kích thích trí tò mò của họ. Cuộc chiến bắt đầu khi hai con thú to lớn lao vào nhau trong một cú đọ sừng, làm rung chuyển đấu trường. Thông thường, một trận đấu bò thường diễn ra trong vài phút. Giống như một trận giao đấu sumo, con bò nào đẩy được đối thủ lùi xa trung tâm sẽ là người chiến thắng.Ở lễ hội đấu bò, xung quanh đấu trường không có rào ngăn cách. Việc chọn chỗ ngồi của những người xem vì thế khá thú vị ngồi đất, đứng, thậm chí ngồi trong xe ô tô thưởng thức đều được. Để đảm bảo an toàn cho những khán giả, một người đàn ông dũng cảm với cây gậy là người trực tiếp lại gần lũ bò, cố gắng làm sao cho chúng không lại gần và gây nguy hiểm cho người xem.

### Ở Thụy Sĩ
Đấu bò cái là một lễ hội truyền thống của Thụy Sĩ ở vùng Valais, trong đó những con bò cái sẽ đấu với những con bò cái khác (không giống như đấu bò diễn ra giữa những đấu sĩ và những con bò mộng và đánh cho tới chết). Cuộc thi đầu bò hàng năm của Thụy Sĩ có tên gọi Combats de Reines có nghĩa là trận chiến của các nữ hoàng diễn ra tại thành phố Aproz. Mặc dù mới được tổ chức chưa được 100 năm nhưng đây được coi là một lễ hội truyền thống của đất nước này.
Không giống như đấu bò tót ở Tây Ban Nha, thi đấu với tinh thần thể thao, đấu bò ở Thụy Sĩ lại mang phong cách khác hẳn, chúng chiến đấu để được phong tước hiệu và giành lấy uy quyền. Không giống như thi đấu bò tót, khi đấu nhau, mục đích của cả hai là làm cho đối phương phải chết, còn ở Thụy Sĩ, mục tiêu của chúng lại là chiếm lấy uy quyền tối thượng giữa những con bò. Những con bò chiến thường có đặc điểm là thân thon nhỏ, lông màu nâu hoặc đen, đôi sừng cong màu trắng. Chúng được tuyển chọn từ những con bò thuộc giống Eringer nổi tiếng nóng tính, phổ biến ở vùng Valais, có bản năng chiến đấu cao.
Trước khi thi đấu sừng của chúng thường được mài món và cuộc đấu thực sự là thi kéo đẩy giữa hai bên, con nào bị đẩy lùi trước sẽ thua cuộc. Việc gây đổ máu cho các chú bò rất ít khi xuất hiện. Đôi khi, trong đấu trường cũng có những tình huống hài hước xảy ra, họ cần phải thúc giục những chú bò đang mải nhai cỏ hoặc say sưa ngắm hoa cúc quay lại với cuộc chiến. Con bò nào từ chối chiến đấu sẽ bị loại ngay lập tức. Con chiến thắng trong một trận đấu sẽ nhận một chiếc chuông đeo cổ và được gọi là nữ hoàng, con chiến thắng chung cuộc sẽ được xướng danh là "nữ hoàng của nữ hoàng". Đó được coi là một giải thưởng danh giá, mang lại danh tiếng cho cả vùng. Đồng thời, đem về cho người chăm sóc một số tiền thưởng cao gấp 10 lần số tiền họ đã phải bỏ ra để đào tạo và chăm sóc cho con bò đó từ một chú bê con trở thành người chiến thắng.

### Ở Việt Nam
Bò H’Mông là đối tượng của những cuộc chọi bò, một nét văn hóa ở vùng Cao Bằng nhân dịp đầu xuân. Lễ hội chọi bò huyện Bảo Lâm được tổ chức hằng năm vào ngày 20 tháng Giêng âm lịch, nhằm phát triển, bảo tồn và quảng bá nét đẹp bản sắc văn hóa các dân tộc địa phương. Thông qua lễ hội, nhằm tôn vinh những người nuôi bò giỏi; tạo điều kiện cho các hộ gia đình chăn nuôi bò trên địa bàn được giao lưu, trao đổi kinh nghiệm, góp phần đẩy mạnh chăn nuôi bò thành ngành sản xuất hàng hóa, thúc đẩy kinh tế hộ gia đình, giảm nghèo nhanh và bền vững. Ngoài Hội thi bò chọi, Ban tổ chức còn chấm thi cặp bò mẹ con đẹp nhằm khuyến khích, động viên công sức chăm sóc bò của bà con với các tiêu chí, như: Bò phải có vóc dáng to lớn, thể chất khỏe mạnh, béo tốt, màu sắc đặc trưng. Phải có bộ chân dài, bắp đùi to, da mịn, lông mỏng mượt, khoẻ mạnh, cặp sừng cân đối, yếm ngực sâu, sườn nở, mông vai rộng, dáng đẹp kèm theo cả tiêu chí sinh đẻ đều đặn đúng quy chuẩn, các con sinh ra phải đều khoẻ, đẹp.

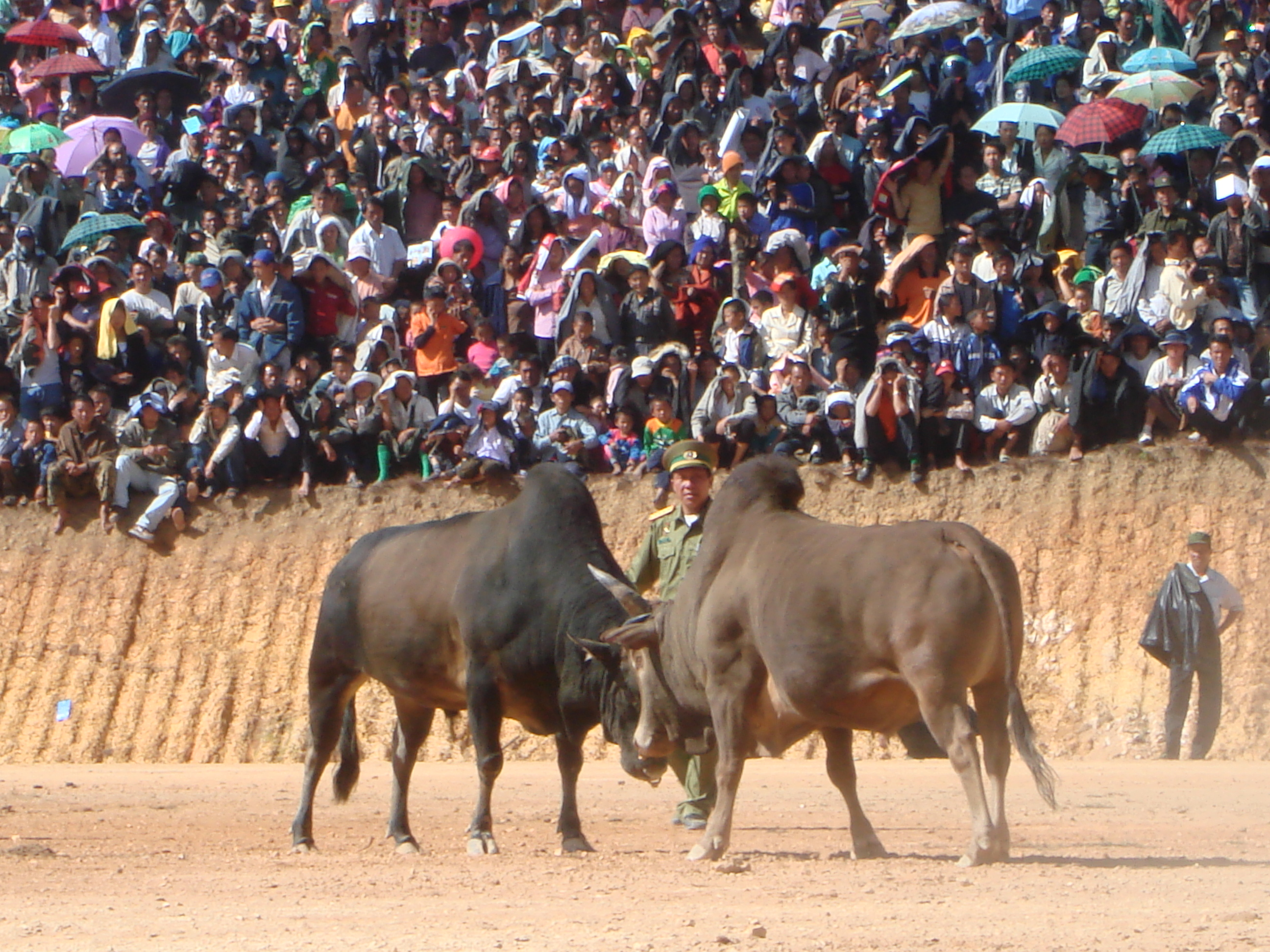
Chọi bò Hmong ở Phonsavan, Lào nhân năm mới 2017

Lễ hội chọi bò được tổ chức hằng năm nhằm khuyến khích, động viên bà con chăn nuôi, phát triển đàn bò theo Dự án phát triển giống bò u của đồng bào dân tộc Mông trên địa bàn huyện. Toàn huyện có hơn 38.000 con, năm 2013 bán được hơn 2.600 con ra thị trường trong và ngoài tỉnh, những chú bò chọi sau khi kết thúc lễ hội sẽ được chủ nhân giữ lại để chăm sóc, dùng làm sức kéo cày bừa, huấn luyện để mùa lễ hội năm sau trổ tài chứ không bị mổ bán như tại các lễ hội chọi trâu ở các tỉnh khác. Nhờ đó mà đồng bào giữ được giống bò tốt, lai tạo ra nhiều con giống có chất lượng, phát triển đàn bò ngày càng nhiều hơn. Nơi đây được cho là lưu giữ giống bò U quý hiếm và bí quyết nuôi bò danh bất hư truyền. Cũng chính truyền thống nuôi bò giỏi ấy đã tạo ra một hội chọi bò độc đáo
Vùng đất Bảo Lâm nổi tiếng với giống bò u của đồng bào Mông. Giống bò u nơi đây không những cày khỏe mà khi đấu nhau còn có chiêu chọi rất độc đáo. Tham dự sàn đấu chỉ có bò U, một giống bò độc nhất vô nhị, thân hình vạm vỡ, u vai nhô cao như bò tót, cơ bắp cuồn cuộn to hơn bất cứ giống bò nội địa nào của Việt Nam. Với đồng bào Mông nơi đây, con bò là tài sản quý giá nhất, gia đình nào cũng nuôi bò, có gia đình nuôi vài chục con, đối với họ có được những con bò đẹp, đảm bảo sức cày kéo cho việc phát triển sản xuất là một yêu cầu quan trọng. Người Mông chăm sóc bò rất cẩn thận, làm chuồng trại có mái để tránh rét, trồng cỏ để làm thức ăn, con bò được yêu quý đến độ nó là đồ trang sức, là biểu trưng sức mạnh và sự giàu có cho thân chủ, nhà người Mông ở đây nhìn chuồng bò còn đẹp hơn chính nhà ở của họ.
Những con bò chọi tốt phải có mắt nhỏ, đảo liếc liên tục, đầu to, da đầu dày, thân chặt, cổ bè, ngực nở, bụng thon, chân sau hơi cong, khôn và biết võ vì con bò đấu nhau bằng cặp sừng, xương to, sừng nhú, mắt tinh, chân mảnh, đi đứng rất nhanh nhẹn. Có mấy kiểu là sừng thẳng, sừng cong và sừng chữ V nhưng dù kiểu nào yêu cầu đầu tiên cũng là phải dài trên 30 cm và nhọn. Mỗi loại sừng có các miếng đánh hiểm ác khác nhau. Sừng thẳng lợi ở thế móc vào mang tai đối thủ. Sừng cong lợi ở thế khóa đầu mà đẩy đến lúc đối thủ phải ngã vì kiệt sức. Sừng chữ V lợi ở thế móc gáy. Bò mới mua về phải dắt đi leo dốc, leo núi mỗi ngày 1-2 lần, mỗi lần nửa tiếng để luyện gân, luyện cốt. Gân cứng, cốt bền rồi mới dắt ra ruộng bậc thang luyện sừng. Cặp sừng nhọn hoắt của nó như những lưỡi kiếm cắm vào đất cứng, phát ra những tiếng “phùn phụt” như cắm xuống bùn, thấy người lạ là nó nghiêng nghiêng đầu, phì phì thở, móng guốc cào cào vào đá đến tóe bụi, đuôi quất liên tục, hung hăng như muốn lồng lên húc, ẩn chứa bên trong núi cơ bắp cuồn cuộn đó là sức mạnh.
Để chuẩn bị cho Hội thi chọi bò, bắt đầu từ mùng 3/1 âm lịch, các xóm đã tổ chức thi đấu, lựa chọn các con bò tốt nhất để gửi danh sách lên xã, các xã tiếp tục lựa chọn bò cho hội thi tại huyện, những chú bò tham dự cuộc thi chọi bò đều nặng hơn 5 tạ và giá trị trung bình của những con bò này có giá trị hơn 50 triệu đồng. Sau các vòng thi tuyển chọn cấp xóm, xã, Ban Tổ chức đã chọn ra cặp bò mẹ con đẹp và 32 con bò chọi ở 2 hạng A và B (hạng A từ 440 kg trở lên, hạng B có cân nặng từ 439 kg trở lại). Phần thi chọi bò được chia làm hai hạng cân: hạng A có 12 con bò, nặng từ 450 kg trở lên; hạng B có 12 con nặng từ 350–450 kg. Trước khi vào sới chọi, các chủ bò động viên bò của mình, sau khi chủ bò tháo dây xỏ mũi, từ hai phía sân đấu, hai đấu sĩ bò lao vào nhau với tốc độ cao, các chú bò thể hiện hết những miếng đánh độc đáo, như: Móc hầu, móc mắt hay lao trực diện vào đối thủ. Đáng sợ nhất là những chú bò với những miếng đánh “cảm tử,” lùi xa rồi bất ngờ lao cả thân mình vào đối thủ, cặp sừng sắc nhọn cắm phập vào mắt, vào cổ đối phương.

### Ở Thái Lan
Đấu trường bò hay Đấu bò là một môn thể thao truyền thống, và điển hình của miền Nam Thái Lan và hiện nay cũng đã có mặt tại Việt Nam trong chương trình “Đấu trường bò” được phát sóng trên kênh truyền hình Let’s Viet lúc 15h00 chủ nhật hàng tuần. Những con bò lên đấu trường là những con bò đực to lớn khỏe mạnh chọi nhau trên những sàn đấu đất đỏ đầy cát bụi.